# 渡辺純子 (漫画家)
渡辺 純子（わたなべ すみこ、1月11日 - ）は、日本の漫画家。女性。
1996年、『ラブ・アタック』でデビュー。かつては成人向け漫画を中心に活動していたが、近年では主に芳文社や日本出版社の4コマ誌（4コマ漫画専門雑誌）などで4コマ漫画作品を発表している。

## 作品リスト

### 4コマ漫画
休載中の作品
- 『ことはの王子様』 （2004年 - 休載中、芳文社『まんがタイムきららMAX』、既刊2巻）
- 『5-A』 （2005年 - 休載中、芳文社『まんがタイムスペシャル』）

連載が終了した作品
- 『行け!我道高校1年3組』 （2003年、芳文社『まんがタイムきららキャラット』）
- 『まゆかのダーリン!』 （2003年 - 、芳文社『まんがタイムナチュラル』→『まんがタイムスペシャル』→『まんがタイムきららキャラット』、既刊3巻）

### 成人向け漫画
連載が終了した作品
- 『ああっ御主人様!!』 （1996年3月 - 1997年2月、青磁ビブロス『カラフルBee』、〈カラフルEX〉、既刊1巻、未完、絶版）
  1. 1996年11月25日発行、ISBN 4-88271-521-X、第1話 - 第5話収録（第6話・第7話は単行本未収録）
- 『わいるど☆Princess』 （1996年10月 - 、フランス書院『COMICパピポ外伝』)

短編の作品
- 単行本『ああっ御主人様!!』第1巻に収録
  - あなたに届け （初出タイトル「あなたにとどけ」、『カラフルBee』ACT13〈1995年10月発売〉掲載）
  - すてきな奥さん （『カラフルBee』ACT14〈1995年11月発売〉掲載）
  - 彼と私の恋愛法 （『カラフルBee』ACT15〈1995年12月発売〉 - ACT17〈1996年2月発売〉掲載）
- 単行本『無敵のファニー・ドール』 （2002年3月1日発行、晋遊舎〈晋遊舎コミックス〉、ISBN 4-88380-251-5）
  - ポケットレディ
  - 彼女がスクール水着に着替えたら
  - ドクター・MAD!
  - Secret Magic
  - 僕のかわいい姉だから
  - 無敵のヴィーナス
  - 恋愛忍法帳!
  - 家族円マン
  - ゆっくり行こう
- 単行本未収録
  - 男の子って不思議！？ （『COMICパピポ外伝』1996年4月）
  - 西方に楽アリ苦アリ！？ （『COMICパピポ外伝』1996年7月）
  - HAPPY TURN （『COMICパピポ外伝』1996年8月）
  - 好キがユキスギ （『COMICパピポ外伝』1997年1月）
  - 鈴パラ （『まんがSHOW GAKKO』2001年12月）
  - 人生は上々だ （『まんがSHOW GAKKO』2002年1月 - 2002年2月）
  - お兄ちゃんのおくすり （『ComicParadise』2003年4月）
  - かわいい恋人 （『ComicParadise』2003年5月）
  - 白詰草 （『ComicParadise』2003年6月）
  - 吸血鬼シマムラさん （『ComicParadise』2003年7月）
  - ゆうなハイテンション！ （『ComicParadise』2003年8月）
  - 街かどのひろいもの （『ComicParadise』2003年9月）
  - アサシン♡鈴々 （『ComicParadise』2003年10月）
  - 魔女っ子×メルちゃん （『ComicParadise』2003年11月）
  - イヴは二人で♡ （『ComicParadise』2003年12月）
  - ちゅきちゅき お兄ちゃ☆マン （『ComicParadise』2004年1月）
  - あおいクンとあおいちゃん （『ComicParadise』2004年2月）
  - ぼくのねこ。 （『ComicParadise』2004年3月）
  - 僕の僕だけの知ってる貴女 。（『ComicParadise』2004年4月）
  - スクすく水樹ちゃん （『ComicParadise』2004年5月）
  - 彼女のきもち （『ComicParadise』2004年6月）
  - よつば Non Stop （『ComicParadise』2004年7月）